# Amélie d’Orléans

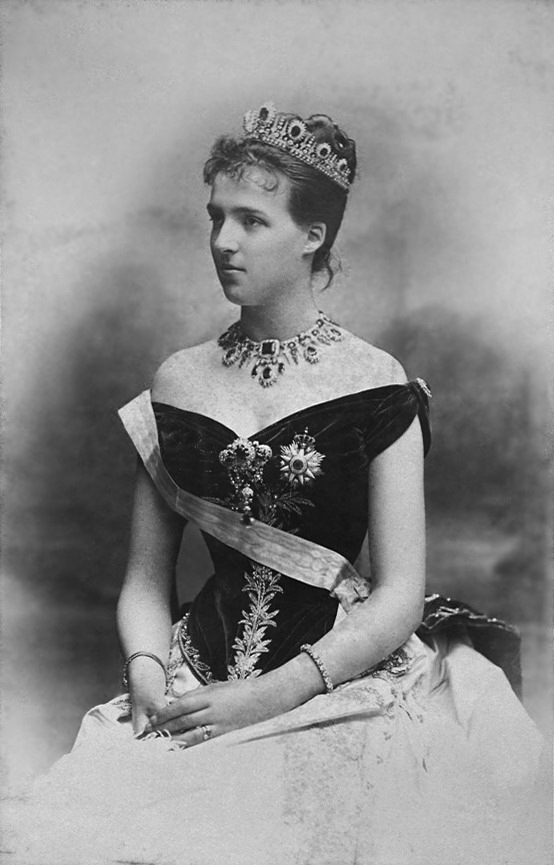
Porträtfotografie Amélie d’Orléans’ aus der Zeit von etwa 1886 bis 1888

Amélie d’Orléans (voller Name: Marie Amélie Louise Hélène d’Orléans; * 28. September 1865 in London-Twickenham; † 25. Oktober 1951 in Le Chesnay) war durch ihre Heirat mit Karl I. von 1889 bis 1908 die letzte Königin von Portugal. Als einziges Mitglied der portugiesischen Königsfamilie stattete sie Portugal nach Ende der Monarchie einen Besuch ab.

## Leben

### Kindheit und Jugend
Amélie kam als ältestes Kind des französischen Thronprätendenten Louis Philippe Albert d’Orléans und seiner Frau Maria Isabella d’Orléans-Montpensier in Twickenham, heute ein Stadtteil von London, zur Welt. Ihre Eltern hatten sich nach der Februarrevolution dorthin ins englische Exil begeben. Noch am Tag ihrer Geburt wurde sie getauft, ihr vollständiger Vorname lautete Marie Amélie Louise Hélène. Die Prinzessin wuchs gemeinsam mit ihren sieben Geschwistern (nur fünf davon erreichten das Erwachsenenalter) auf und erhielt eine den Ansichten der damaligen Zeit entsprechende, tiefgläubige Erziehung. Die Beziehung zu ihrem Vater war sehr innig, und die beiden teilten die Vorliebe fürs Reiten und die Natur, während das Verhältnis zwischen Amélie und ihrer strengen Mutter immer etwas angespannt war.
1884 machte sie eine Rundreise durch Europa. Während Amélie ihren Onkel, den spanischen König Alfons XII. besuchte, pries die spanische Presse die Schönheit und Eleganz der französischen Prinzessin, und in Wien lud sie der österreichische Kaiser Franz Joseph I. ein, gemeinsam mit ihm in seiner Loge eine Theateraufführung zu besuchen. Ihr abschließender Aufenthalt in München bescherte ihr einige Monate später den Heiratsantrag eines bayerischen Prinzen, den ihre Eltern jedoch ablehnten.

### Heirat und erste Ehejahre

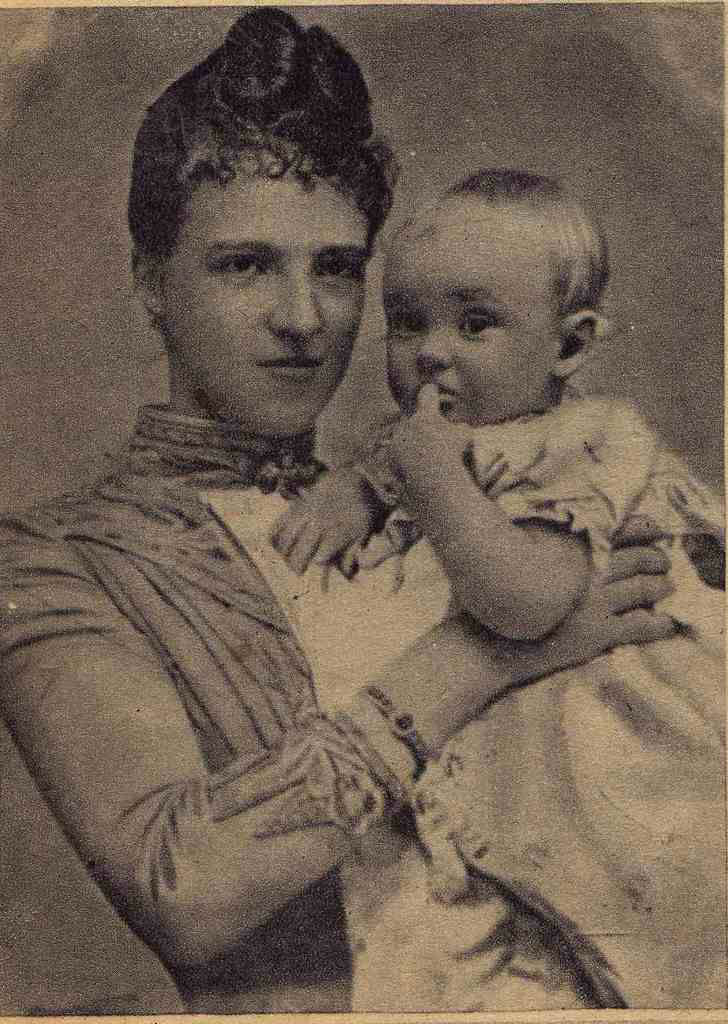
Amélie mit ihrem 1887 geborenen Sohn Ludwig Philipp

1884 wurde der portugiesische Thronfolger Karl durch eine Fotografie Amélies auf die junge Frau aufmerksam. Um sie persönlich kennenzulernen, begab er sich im Januar 1886 nach Chantilly, wo die Orléans-Familie seit ihrer Rückkehr nach Frankreich im Jahr 1871 im dortigen Schloss residierte. Karl und Amélie verband von Anfang an eine gegenseitige Zuneigung, und schon bald wurde ihre Verlobung bekanntgegeben, die mit großem Pomp in Paris gefeiert wurde. Anschließend reiste die Frischverlobte mit dem Zug nach Portugal, wo sie am 19. Mai 1886 in Vimieiro ankam. Von dort ging es für die Prinzessin in den Palast von Necessidades in Lissabon.
Drei Tage später heiratete Amélie am Nachmittag des 22. Mai 1886 in der Lissaboner Kirche Sao Domingos den späteren portugiesischen König Karl I. Nach einer kurzen Hochzeitsreise nach Sintra bezog das Thronfolgerpaar den Palácio Nacional de Belém. Dort erreichte Amélie die Nachricht, dass ihre Familie erneut aus Frankreich ausgewiesen worden war. Ihre Eltern gingen daraufhin wieder nach England. Noch im gleichen Jahr gab das Paar offiziell bekannt, dass Amélie schwanger war. Nach einer unkomplizierten Schwangerschaft brachte sie am 21. März 1887 bei einer ungewöhnlich langwierigen Niederkunft ihren ersten Sohn Ludwig Philipp zur Welt. Die Geburt hatte derart lange gedauert, dass Verwandte und Höflinge enorm beunruhigt gewesen waren und schon das Schlimmste befürchtet hatten. Im gleichen Jahr hatte Amélie Gelegenheit, ihre Familie wiederzusehen. Diese bot sich bei der ersten offiziellen Reise des Thronfolgerpaars, die es anlässlich des 50-jährigen Jubiläums von Königin Victoria in die englische Hauptstadt führte. Anschließend reiste das Paar weiter nach Schottland, von wo aus die beiden die Nachricht von der zweiten Schwangerschaft Amélies nach Portugal schicken konnten.
Nach ihrer Rückkehr widmete sich die Prinzessin intensiv der Wohlfahrt und caritativen Vorhaben. Im Gegensatz zu anderen Mitgliedern des europäischen Hochadels beließ sie es jedoch nicht nur bei reiner finanzieller Unterstützung, sondern wurde selbst aktiv. Dies brachte ihr sowohl Kritik von Seiten der portugiesischen Monarchisten als auch der Republikaner ein. Sie ließ sich davon jedoch nicht beirren und engagierte sich weiterhin persönlich. Sie gründete auch mehrere Wohlfahrtsinstitutionen, darunter das Instituto de Socorros a Náufragos, einen Verein zur Unterstützung von Schiffbrüchigen, und die nationale Tuberkulose-Vereinigung (portugiesisch Assistência Nacional aos Tuberculosos). Im Dezember 1887 fühlte sie sich plötzlich sehr unwohl. Die herbeigerufenen Ärzte konnten nicht verhindern, dass Amélies zweites Kind, ihre Tochter Maria Anna, am 14. Dezember als Frühchen zur Welt kam und noch am gleichen Tag starb. Während sich ihr Wohlbefinden allmählich wieder besserte, konnte Amélie den Verlust nur sehr schwer verwinden. Ihre Gesundheit wurde jedoch nie wieder vollständig hergestellt, woraus später chronische Herzprobleme resultierten.

### Königin von Portugal

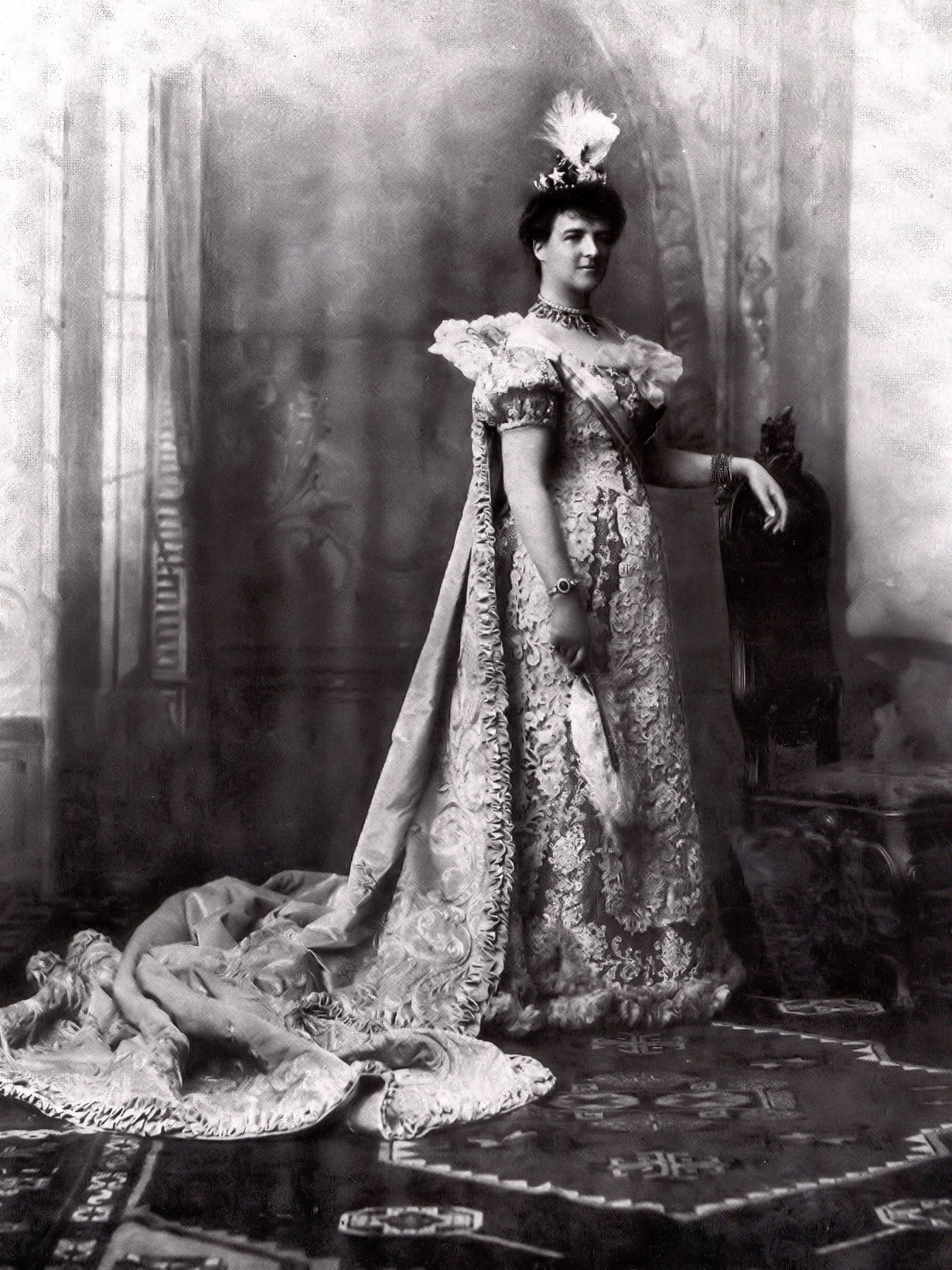
Amélie als Königin von Portugal

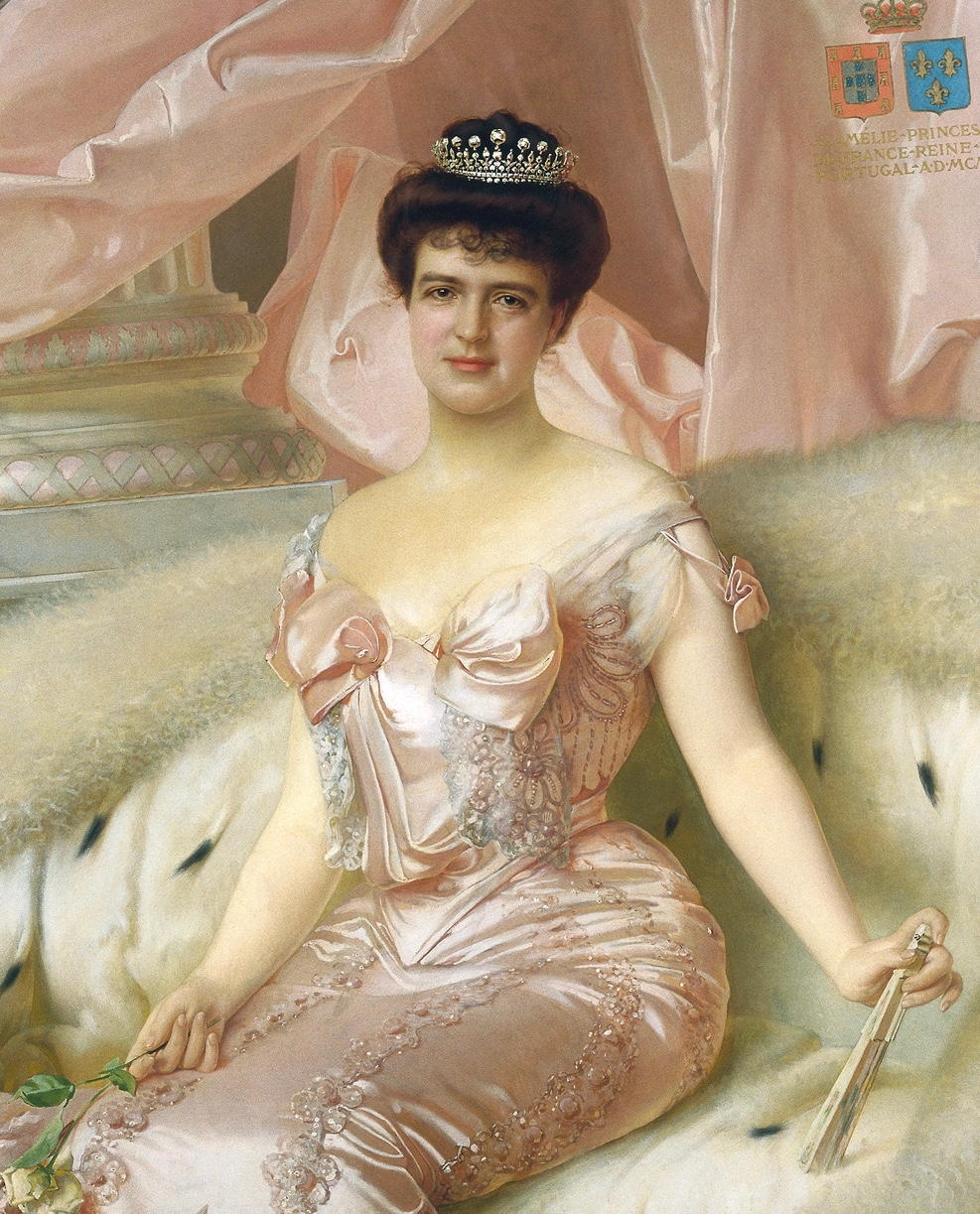
Vittorio Matteo Corcos: Porträt der Amélie von Orléans, 1905

Als Amélies Schwiegervater Ludwig I. im Oktober 1889 verstorben war, bestieg ihr Mann im Dezember als Karl I. den portugiesischen Thron und machte sie damit zur Königin von Portugal. Rund einen Monat zuvor hatte die Monarchin am 15. November ihren zweiten Sohn Manuel zur Welt gebracht. Als Karl am 2. Oktober zu seiner ersten offiziellen Auslandsreise aufbrach, blieb Amélie in Portugal zurück und übernahm für die Zeit seiner Abwesenheit die Regentschaft. Doch ihr gelang es genauso wenig wie ihrem Mann, dem von Parteikämpfen tief gespaltenen Land die innere Ruhe wiederzugeben. Zu politischen Problemen gesellten sich auch zunehmende finanzielle Schwierigkeiten, die 1891 schließlich im Staatsbankrott gipfelten. Dies alles führte zu einem enormen Ansehensverlust der Monarchie und des Königshauses.
1902 musste die Königin mehrere Schicksalsschläge verkraften. Zu Beginn des Jahres nahm sich Joaquim Augusto Mouzinho de Albuquerque, der Erzieher ihres Sohnes Ludwig Philipp, das Leben, weil er die am Hof kursierenden Gerüchte bezüglich seiner platonischen Leidenschaft zu Amélie nicht länger ertragen konnte. Dazu wurde ihre Herzerkrankung immer schlimmer und gipfelte im Juni in einer ersten schweren Krankheit. Kurz nachdem ihr älterer Sohn als Repräsentant des portugiesischen Königshauses von der Krönung des englischen Königs Eduard VII. im August 1902 zurückgekehrt war, hatte Amélie einen Schlaganfall, von dessen Folgen sie sich aber wieder erholten konnte.
In den folgenden Jahren verschärften sich die politischen Kämpfe immer mehr, und die sozialen Unruhen im Land mündeten immer häufiger in lokale Revolten. Die Auseinandersetzungen und der zunehmende Hass auf das Königshaus gipfelten am 1. Februar 1908 in einem Attentat auf den König, als er gemeinsam mit Amélie und den beiden Söhnen in einer offenen Kutsche über den Praça do Comércio fuhr. Zwei Republikaner gaben Pistolenschüsse auf das königliche Gefährt ab. Karl I. wurde dabei tödlich am Hals getroffen und starb sofort. Der Kronprinz Ludwig Philipp wurde ebenfalls tödlich verwundet und starb wenige Minuten nach seinem Vater. Prinz Manuel wurde durch die Schüsse am Arm verletzt. Amélie blieb als einzige der Königsfamilie unverletzt und versuchte im allgemeinen Tumult voller Verzweiflung, einen der beiden Attentäter mit ihrem Blumenbouquet zu verprügeln.
Nachdem ihr jüngerer und in Regierungsgeschäften vollkommen unerfahrener Sohn Manuel seinem ermordeten Vater am 3. Februar 1908 auf den Thron gefolgt war, sah es Amélie als ihrer oberste Aufgabe an, dem jungen König mit Rat und Tat zur Seite zu stehen. Während der folgenden zwei Jahre übte sie einen großen Einfluss auf Manuel II. aus. So formulierte sie offizielle Verlautbarungen des Königs, die er nur unterschrieb, las Berichte und Depeschen, um ihm anschließend Empfehlungen zu geben, und leitete sogar politische Ratsversammlungen. Doch auch Manuel II. konnte sein Land nicht befrieden, in der Nacht vom 3. auf den 4. Oktober 1910 brachen in Lissabon und anderen großen Städten Aufstände aus. Am 5. Oktober wurde in Porto die Republik ausgerufen. Amélie hielt sich gemeinsam mit ihrer Schwiegermutter Maria Pia von Savoyen in Sintra auf, als sie die Nachricht von den Unruhen erreichte. Sie eilte sofort zurück nach Lissabon, musste aber, angesichts dessen, dass der Palast von Necessidades von Kriegsschiffen beschossen wurde, mit ihrem Sohn nach Ericeira flüchten. Weil die Situation für die königliche Familie aussichtslos war, ging es von dort weiter nach Gibraltar.

### Exil in England und Frankreich
Amélie ging mit ihrer Familie schließlich nach England, wo sie bei ihrem Bruder Louis Philippe auf dessen Landsitz Wood Norton Hall unterkam. Dort erlebte sie den Ausbruch des Ersten Weltkriegs, während dessen sie sich wieder wohltätig engagierte, indem sie als Freiwillige in den Kriegslazaretten von Wandsworth und Whitechapel Kriegsversehrte pflegte.
1920 verließ sie England und ging nach Frankreich. Die Ärzte hatten ihr wegen ihrer angeschlagenen Gesundheit geraten, nicht noch einen weiteren strengen Winter auf der britischen Insel zu verbringen. Sie bezog einen Herrensitz in Le Chesnay bei Versailles, das Schloss Bellevue. Dort verbrachte sie – mit wenigen, kurzen Unterbrechungen – die restlichen 30 Jahre ihres Lebens. Eine dieser Ausnahmen war im Jahr 1932 der traurige Anlass, ihren zweiten Sohn Manuel beerdigen zu müssen. Er war im englischen Exil verstorben, und gemeinsam mit ihrer Schwiegertochter Auguste Viktoria von Hohenzollern-Sigmaringen organisierte Amélie die Trauerfeierlichkeiten in London. Jedoch durfte weder sie noch Auguste Viktoria am Staatsbegräbnis in Lissabon teilnehmen, das Manuel II. auf Geheiß des portugiesischen Ministerpräsidenten António de Oliveira Salazar im Kloster São Vicente de Fora erhielt.
In Le Chesnay erlebte die Ex-Königin den Ausbruch des Zweiten Weltkriegs und die Besetzung Frankreich durch deutsche Truppen. Noch kurz vor der Einnahme von Paris hatte die portugiesische Regierung Amélie angeboten, sie im Land aufzunehmen, doch dieses Angebot hatte sie abgelehnt. Ihr Schloss wurde von den deutschen Besatzern als Quartier für einen General und seinen Stab requiriert. Auf Intervention des portugiesischen Botschafters verließen sie das Gebäude aber wieder und respektierten es fortan als neutrales, portugiesisches Gebiet. Nach Ende des Krieges lud Salazar Amélie zu einem Besuch in Portugal ein. Dieses Mal nahm die fast 80-Jährige die Einladung an und reiste im Mai 1945 dorthin. Bis zum 30. Juni absolvierte sie dort eine Rundreise, auf der sie noch einmal Orte besuchte, die für sie als Königin von Portugal von Bedeutung gewesen waren.
Nach ihrer Rückkehr nach Frankreich verschlechterte sich Amélies gesundheitlicher Zustand in den folgenden Jahren immer weiter. Nicht nur ihre Herzprobleme machten ihr zu schaffen, aufgrund ihres Alters litt sie zeitweilig auch an Depressionen und Zuständen von Verwirrtheit. Sie starb im Alter von 86 Jahren am 25. Oktober 1951 in ihrem Schloss in Le Chesnay. Nach einer ersten Trauerzeremonie in Paris veranlasste die portugiesische Regierung die Überführung ihres Leichnams in die Familiengruft Panteão da Casa de Bragança im Kloster São Vicente de Fora und ordnete eine dreitägige Landestrauer an.

## Nachkommen
Aus der Ehe Amélies mit Karl I. von Portugal gingen drei Kinder hervor, von denen zwei das Erwachsenenalter erreichten:
- Ludwig Philipp (* 21. März 1887; † 1. Februar 1908)
- Maria Anna (*/† 14. Dezember 1887)
- Manuel II. (* 15. November 1889; † 2. Juli 1932), König von Portugal